# مجلس شيوخ نيو جيرسي
مجلس شيوخ نيو جيرسي (بالإنجليزية: New Jersey Legislative Council)‏   هو مجلس شيوخ ولاية نيوجيرسي الأمريكية، وهو المجلس الأعلى في هيئة نيوجيرسي التشريعية.

## طالع أيضًا
- هيئة نيوجيرسي التشريعية